# Nagelaten vertellingen
Nagelaten vertellingen (Unfinished Tales) is een fantasyboek met een flink aantal uiteenlopende teksten van J.R.R. Tolkien over de fantasywereld Midden-aarde, postuum samengesteld en van commentaar voorzien door zijn zoon Christopher Tolkien. Het boek verscheen in 1980 en was de directe aanleiding voor het samenstellen van de serie The History of Middle-earth.
Na het in 1977 postuum verschenen De Silmarillion besloot Christopher Tolkien nog een boek samen te stellen uit de teksten van zijn vader. Hij koos ditmaal voor een aantal onderwerpen die weinig verband met elkaar hebben, maar waarover de liefhebbers van Tolkiens wereld graag meer zouden willen weten.
Nagelaten vertellingen bestaat uit vier delen:
1. In het eerste deel over de Eerste Era worden twee verhalen uit de Silmarillion op een gedetailleerdere manier verteld.
2. Het tweede deel bevat diverse teksten over het eiland Númenor waarover in De Silmarillion al het een en het ander verteld is (Akallabêth). Hier wordt echter een completere geschiedenis gepresenteerd, inclusief de enige kaart die Tolkien van het eiland maakte.
3. Het derde deel bevat verschillende teksten over de Derde Era. Hier wordt dieper ingegaan op de dood van Isildur, de vriendschap tussen Gondor en Rohan en de reden waarom Gandalf de dwergen naar Balingshoek stuurde (in De Hobbit). Bovendien bevat het een interessant verslag over de zoektocht van de Nazgûl naar de Meester-Ring, die nieuw licht werpt op de rol die Gandalf en Saruman spelen bij aanvang van 'de Oorlog van de Ring', zoals beschreven in In de Ban van de Ring.
4. Ten slotte handelen de teksten van deel vier over uiteenlopende onderwerpen als de Drúedain, de Istari (tovenaars) en de Palantíri.

Beren and Luthien · Blad van Klein · Boer Gilles van Ham · De avonturen van Tom Bombadil · De Hobbit · De kinderen van Húrin · De Silmarillion · In de ban van de ring · Nagelaten vertellingen · Roverandom · The Return of the Shadow
- Gemeinsame Normdatei: 4622254-6
- MusicBrainz work: 942ab835-37c3-4928-9b0b-5bc2d9022320
- Virtual International Authority File: 219968903